# Михайло Ханенко
Миха́йло Степа́нович Хане́нко (1620, Умань, Річ Посполита — 1680, невідомо) — український військовий, політичний і державний діяч, наказний гетьман Юрія Хмельницького, гетьман Війська Запорозького Правобережної України (1669–1674), яка перебувала під протекторатом Речі Посполитої, та кошовий отаман Війська Запорозького Низового (1669–1670). Був політичним суперником Петра Дорошенка, адже не поділяв поглядів останнього щодо необхідності прийняття османського протекторату замість польського, разом зі своїми побратимами брав участь у війнах із татарами і турками на боці Коронного війська.  
Представник відомого козацького роду Ханенків. 
Був уродженцем Умані, де й розпочав свою військову кар'єру. Достеменно відомо, що, принаймні, з 1656 року Ханенко обіймав посаду полковника місцевого полку, тобто, можна дійти висновку про те, що він підтримував Богдана Хмельницького та брав участь у національно-визвольній війні проти Речі Посполитої.  
Після смерті Хмельницького став послідовником його сина Юрія, у якого протягом нетривалого періоду часу навіть служив наказним гетьманом, а в подальшому підтримав політику Павла Тетері.  
Негативно ставився до черкаського полковника Петра Дорошенка. Після обрання останнього гетьманом став його політичним опонентом. Намагався усунути Дорошенка від влади у 1668 році та поставити новим очільником Правобережжя Петра Суховія, проте не зміг втілити задумане в життя. Однак уже наступного року лояльними до польської корони козаками був обраний гетьманом і водночас кошовим отаманом Січі. Зосередивши у своїх руках велику владу, продовжив боротьбу проти Дорошенка та його союзників.  
1674 року склав гетьманські повноваження, підтримавши Івана Самойловича, який разом із Григорієм Ромодановським розпочав Перший чигиринський похід.  

## Біографія

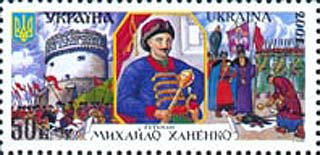
Михайло Ханенко на українській марці

За свідченням Ульріха фон Вердума 1671 року, Ханенко був гетьманом запорозьких козаків і соратник Сірка, був на свій час знаменитою людиною, користувцався великою повагою. Умань належала до знаменитих міст України, так як він там народився; після того як він впав в немилість Дорошенку, він пішов до запорожців, де став гетьманом і підкорявся королю Речі Посполитої. За родинними переказами Ханенків, записані у ХІХ столітті, батько гетьмана, Степан, козакував за часів Сагайдачного і потрапив до татарського полону, звідки був викуплений. Мати була котроюсь з доньок прикордонного старости. Михайло народився в Умані, де згодом став старостою, очолив Уманський полк. Ханенко мав трьох синів: один з жінкою знаходився під вартою в Дорошенка, другий на Чорному морі був взятий татарами в полон і відісланий до Константинополя, де його тримали в замку-тюрмі Єдикуле (Семивежний Замок) «Yedikule Zindanları», третій жив у тещі короля Речі Посполитої, вдови Яреми Вишневецького.
З 1656 року полковник уманський, прихильник пропольської орієнтації, підтримував Юрія Хмельницького і Павла Тетерю. Підпис Ханенка стоїть на «других Переяславських статтях» 1659 року.
1660 року Ханенко як наказний гетьман Юрія Хмельницького успішно відбив напад військ Речі Посполитої на місто Могилів(на Дністрі), 1661 року побував під Слободищами, входив до числа козацьких делегатів, що розробляли Слободищенський трактат.
За підтримки частини козаків, кримського хана та влади Речі Посполитої, Ханенко намагався 1668 року усунути гетьмана Петра Дорошенка і на його місце поставити Петра Суховія. У липні 1669 року у боротьбі проти Дорошенка Суховій зазнав поразки, а його козаки трьох правобережних полків (Уманський, Паволоцький, Корсунський) на раді в Умані проголосили гетьманом Ханенка. Суховій став генеральним писарем у нового гетьмана.
1669 року обирається кошовим отаманом Запорозької Січі. Ханенко продовжував боротьбу проти Петра Дорошенка, зазнавши поразки у битві під Стеблевом (29 жовтня 1669), де Дорошенка врятувала лише несподівана допомога татар. У своїй політиці він спирався на Річ Посполиту і 2 вересня 1670 року уклав з делегатами Речі Посполитої (Станіславом Беневським і Стефаном Пісочинським) договір в Острозі, на основі якого Річ Посполита визнала Ханенка гетьманом Правобережжя, а він погодився на підданство короні Речі Посполитої на умовах автономії лише для козацької верстви. Паралельно Ханенко листувався з московськими урядовцями.
У війні з Петром Дорошенком Михайло Ханенко зазнав кількох поразок, зокрема, не зміг взяти Кальник і Чигирин. Після вторгнення султанської армії, окупації нею Поділля та Бучацького миру 1672 року, Ханенко з частиною родини втік до Речі Посполитої, а майже всі його прибічники перейшли на бік Дорошенка і османів. Навесні 1673 Річ Посполита відновлює боротьбу за Правобережжя. Ханенко з'явився тут у квітні, до нього знову перейшли тисячі козаків, незадоволених Дорошенком. Але 11 вересня 1673 під стінами Києво-Печерського монастиря Дорошенко розбив Ханенка.
1674 року, коли війська гетьмана Івана Самойловича перейшли Дніпро і більшість правобережних полків перейшли на бік лівобережного гетьмана, Ханенко склав булаву, за що був наділений маєтностями на Лівобережній Україні.
Але Ханенко не припинив політичної діяльності. Він оселився у Козельці на Чернігівщині, а вже у 1677-1678 роках його звинуватили у зносинах з Річчю Посполитої. Самойлович, за наказом Москви, тримав його ув'язненим у Батурині. Ханенку, мабуть, пощастило довести свою невинність, та незабаром він помер. Місце поховання та обставини смерті невідомі.

## Вшанування пам'яті
- У Черкасах існує провулок Михайла Ханенка[1].
- У Києві існує вулиця Сім'ї Ханенків.